# 모키치키넨칸마에역
모키치키넨칸마에역(일본어: 茂吉記念館前駅)은 일본 야마가타현 가미노야마시에 위치한 동일본 여객철도 오우 본선의 철도역이다. 상대식 승강장 2면 2선의 구조를 갖춘 지상역이며, 야마가타 선 구간에 포함된다.

## 타는 곳
| 1 | ■ 야마가타 선 | (하행) | 야마가타 · 신조 방면                    |
| 2 | ■ 야마가타 선 | (상행) | 가미노야마온센 · 아카유 · 요네자와 방면 |

## 역 주변
- 가미노야마 병원

## 역사
- 1952년 3월 5일 : 기타카미노야마역으로서 개업.
- 1987년 4월 1일 : 일본국유철도 분할 민영화에 의해, 동일본 여객철도가 승계.
- 1992년 7월 1일 : 모키치키넨칸마에역으로 개칭.

## 인접 역
| 동일본 여객철도 오우 본선    | 동일본 여객철도 오우 본선 | 동일본 여객철도 오우 본선 |
| ---------------------------- | ------------------------- | ------------------------- |
| 가미노야마온센 후쿠시마 방면 | ■ 야마가타 선             | 자오 야마가타 방면        |